# Próspero Fernández Oreamuno
Próspero Fernández Oreamuno (San José, 18 de julio de 1834 - Atenas, 12 de marzo de 1885) fue un militar y político costarricense, que ejerció como 13.º presidente de la República de Costa Rica de 1882 a 1885. Fue el segundo presidente de carrera militar y, también, el segundo que murió durante su mandato.

## Datos personales
Sus padres fueron Manuel Fernández Chacón, jefe de Estado interino en 1835, y Dolores Oreamuno  Muñoz de la Trinidad. Su hermana Pacífica Fernández Oreamuno fue esposa de José María Castro Madriz, presidente de Costa Rica de 1847 a 1849 y de 1866 a 1868. Se casó el 25 de diciembre de 1861 con Cristina Guardia Gutiérrez, hermana del Presidente Tomás Guardia Gutiérrez. De este matrimonio nacieron dos hijos, Manuel, casado con Dolores Pinto y Samayoa, y Pacífica, casada con Bernardo Soto Alfaro, Presidente de Costa Rica de 1885 a 1889.
Se graduó de Bachiller en Filosofía en la Universidad de San Carlos de Guatemala.

## Carrera militar
Egresado de la universidad de Guatemala, regresó a su ciudad natal en 1853 para su servicio militar obligatorio; en 1854 fue nombrado subteniente de Infantería, y al año siguiente marchó a Nicaragua con el ejército expedicionario que combatió las fuerzas del filibustero William Walker. Distinguido en esta contienda, regresó como general de división; y fue, durante algunos años, "comandante militar de la provincia de Alajuela, y en 1881, comandante general de las fuerzas de la República."
Participó  en el golpe militar de 1870 que llevó al poder a Bruno Carranza Ramírez. Durante el gobierno de su cuñado Tomás Guardia fue comandante.
El era una persona muy firme

## Séptimo Designado a la Presidencia y Presidente electo
En 1881 fue nombrado Séptimo Designado a la Presidencia de la República. 
En las elecciones de julio de 1882, cuando era Sétimo Designado a la Presidencia, fue elegido presidente de la República para un período de 4 años. Sin embargo, el 20 de julio de ese año, semanas antes de tomar posesión, fue llamado por el presidente Saturnino Lizano Gutiérrez a ejercer el mando interinamente. El 10 de agosto inició su período constitucional.

## Presidencia (1882-1885)

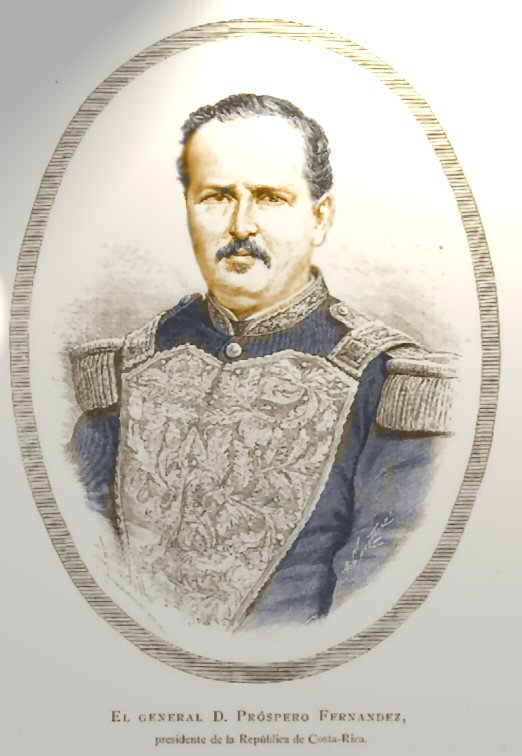
Próspero Fernández en 1883

Próspero Fernández Oreamuno fue presidente de la República costarricense del 10 de agosto de 1882 hasta su muerte, ocurrida el 12 de marzo de 1885.
Durante su gobierno se realizaron importantes obras de progreso material, se firmaron varios convenios internacionales significativos, se emitió el Código Militar de 1884 (parcialmente derogado en 1885) fue expulsado el Obispo Monseñor Bernardo Augusto Thiel y se emitieron las leyes liberales de 1884, que declararon nulo el concordato, confiscaron sin indemnización los cementerios que eran propiedad de la Iglesia Católica y proscribieron las comunidades religiosas. El Congreso lo declaró Benemérito de la Patria. 
El personaje más influyente de su gobierno fue su cuñado, el expresidente José Castro Madriz.

## Muerte
Murió súbitamente en Atenas, el 12 de marzo de 1885 a los 50 años de edad, cuando el país se disponía a hacer frente a una inminente guerra con Guatemala, cuyo presidente Justo Rufino Barrios había anunciado su decisión de restablecer por la fuerza la Unión Centroamericana. Le sucedió el Primer Designado Bernardo Soto Alfaro, quien poco después casó con su hija Pacífica Fernández Guardia. Junto a Tomás Guardia Gutiérrez, es uno de los dos presidentes de la historia de Costa Rica que han muerto en el cargo.